# James D. Phelan
James Duval Phelan (San Francisco, 20 april 1861 - Saratoga, 7 augustus 1930) was een Amerikaans politicus, activist en bankier. Rond de eeuwwisseling diende Phelan als burgemeester van San Francisco. Van 1915 tot 1921 vertegenwoordigde hij zijn thuisstaat Californië in de Senaat. Hij was actief in de anti-Japanse beweging.

## Biografie
Phelan was de zoon van een Ierse immigrant die rijk werd als handelaar en bankier tijdens de Californische goldrush. James Phelan studeerde aan het St. Ignatius College (nu de Universiteit van San Francisco) en de Universiteit van Californië - Berkeley, waarna hij als bankier aan de slag ging.
Van 1897 tot begin 1902 diende Phelan als burgemeester van San Francisco. Hij wierp zich op als leider van de anti-Japanse beweging. Ook na zijn termijn bleef hij voor de uitsluiting van Japanse Amerikanen strijden en in 1912 wist hij president Woodrow Wilson te overtuigen om de migratie van Japanners naar de Verenigde Staten te beperken.
Als burgemeester kocht Phelan land en watergebieden in en rond de San Francisco Bay Area en verkreeg hij de rechten op het water van de Tuolumne River uit de Hetch Hetchy Valley in Yosemite National Park. De burgemeester wilde er een dam bouwen om San Francisco van drinkwater te voorzien. De bevoegde minister Ethan A. Hitchcock verwierp de aanvraag, maar na de aardbeving van 1906 en het aantreden van een nieuwe minister keerde het tij ten voordele van Phelans dam.
Tijdens de aardbeving van 1906 was Phelan trouwens lid van het zogenaamde Committee of Fifty, bijeengeroepen door zijn opvolger Eugene Schmitz. Later was hij ook mede-verantwoordelijk voor het beheer van de financiële steun aan de stad.

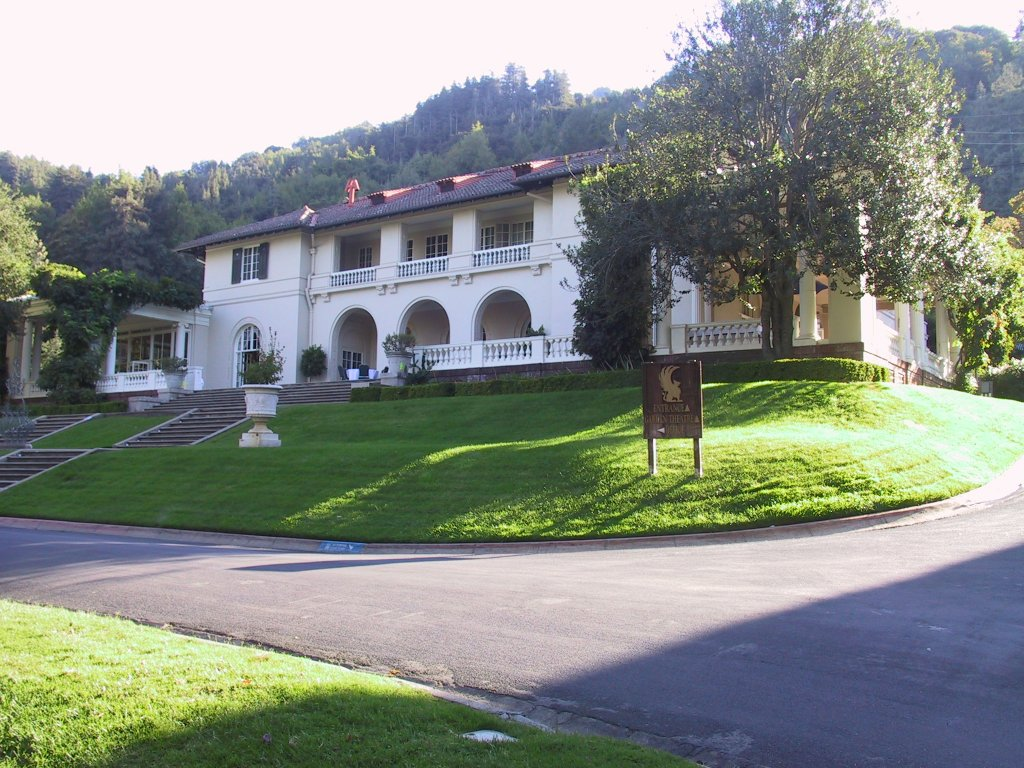
Villa Montalvo, Phelans landhuis in Saratoga

In 1914 streed Phelan in de senaatsverkiezing tegen de Republikein Joseph R. Knowland (op dat moment een volksvertegenwoordiger) en Francis J. Heney van de Progressieve Partij. Hij won de verkiezing en werd op 4 maart 1915 ingezworen. Hoewel hij zijn anti-Japanse retoriek had afgezwakt tijdens de Eerste Wereldoorlog, toen Japan een bondgenoot was, hervatte hij zijn strijd tegen het "gele gevaar" in 1919. Phelan geraakt niet herverkozen in 1920. Hij werd verslagen door de Republikein Samuel M. Shortridge, misschien ten gevolge van Phelans sterk racistische campagne.
Hij werd daarna terug bankier, maar bleef actief in de anti-Japanse beweging. Samen met krantenuitgever en activist Valentine S. McClatchy ijverde hij voor een verbod op Japanse immigratie. Dat kwam er uiteindelijk ook, in 1924.
James Duval Phelan overleed in 1930 op zijn landgoed in Saratoga. Hij werd begraven op het Holy Cross Cemetery in Colma.
- Bibliothèque nationale de France: cb16644117t (data)
- Gemeinsame Normdatei: 120175746
- International Standard Name Identifier: 0000 0000 8356 6931
- Library of Congress Control Number: n85180577
- SNAC: w6p849j6
- Biographical Directory of the United States Congress: P000290
- Virtual International Authority File: 10670816
- WorldCat: E39PBJc7Y3gkF6QHMR6MBVpkjC